# Перевёрнутая H с рыболовным крюком
ʮ (перевёрнутая H с рыболовным крюком) — буква расширенной латиницы, используемая в синологии для обозначения звука [z̩ʷ].

## Использование
ʮ используется в синологии для обозначения гласного заднего ряда, артикулированного как апикальный фрикативный согласный, то есть огублённого слогового звонкого альвеолярного сибилянта, в МФА обычно обозначаемого как [z̩ʷ]. Данный символ был введён в Китае немецкими лингвистами в 1950-е годы. Он сконструирован из других символов МФА и одновременно является соединением йоты (для закрытого согласного), зеркальной R (для апикально-альвеолярного произношения) и U (для огублённого произношения). Неогублённый эквивалент буквы ʮ в синологии — ɿ.